# Ammar ibn Yasir

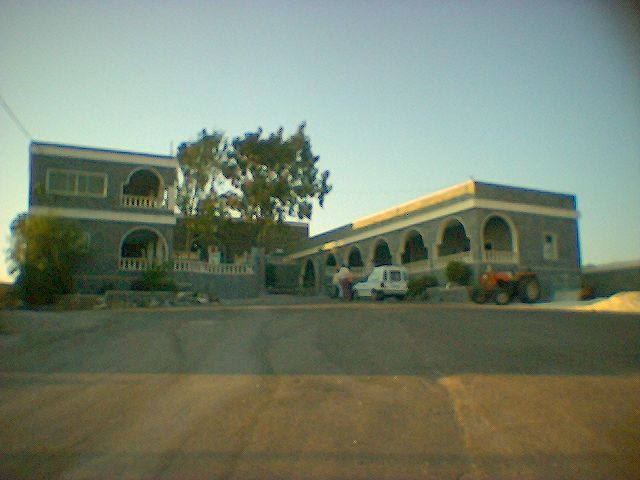
Ammar ibn Yasirs mausoleum i ar-Raqqa, Syrien.

ʻAmmār ibn ʻYāsir ibn Āmir ibn Mālik Abū al-Yaqzān (arabiska: عمار بن یاسر) var en av muhajirun (ordagrant: migranterna) i islams historia och anses att för sin stora hängivenhet till islam vara en av de mest lojala och älskade följeslagarna till den islamiske profeten Muhammed och Ali. Därmed har han en synnerligen hög position i islam. Historiskt sett är ʻAmmār ibn Yāsir den första muslimen som byggde en moské. Han omnämns också av shiamuslimer som en av de fyra följeslagarna. Muslimer betraktar ʻAmmārs slutliga öde som unikt bland ödena för Muhammeds följeslagare, eftersom de uppfattar hans bortgång vid slaget vid Siffin som den avgörande skiljelinjen mellan den rättfärdiga gruppen och den syndiga i den första fitnan (ett inbördeskrig som skapade grunden för umayyadernas styre).
Det har återberättats i en hadith från Muhammed att han gällande Ammar sa att, Ammar är med sanningen och sanningen är med Ammar. Han svänger var än sanningen svänger. Han är nära till profeten såsom ett öga är nära näsan. En rebellisk grupp kommer att döda honom. Ammar komma att kalla den rebelliska gruppen till Allah, och gruppen kommer att kalla honom till elden.
Enligt en rapport från Tabari frågar ʻAbdallah ibn Amr sin far ʻAmr ibn al-As om att döda ʻAmmār. ʻAbdallah hänvisar till hadithen där profeten Muhammed berättar för ʻAmmār att det "tillskansande partiet" kommer att döda honom. ʻAmr för vidare denna angelägenhet till Muʿāwiya, som svarar: "Var det vi som dödade ʻAmmār? Det var bara de som förde honom hit [som gjorde det]." Ali ibn Abi Talib sägs ha svarat att om han dödade ʻAmmār så är Muhammed den som dödade Hamza ibn Abdul-Muttalib.
ʻAmmār ibn Yāsir är begravd i provinsen ar-Raqqa, Syrien.